# Boloria sachalinensis
Boloria sachalinensis är en fjärilsart som beskrevs av Matsumura 1925. Boloria sachalinensis ingår i släktet Boloria och familjen praktfjärilar. Inga underarter finns listade i Catalogue of Life.